# Edinburgh University Press
Edinburgh University Press é uma editora universitária com base em Edinburgh, Escócia.